# Besinne
Besinne est un hameau de la province de Namur (Belgique) situé sur un escarpement au confluent du Burnot et d’un ruisseau secondaire, descendant de Lesve vers le Burnot. Avant 1976 il dépendait de la commune d'Arbre. Il fait aujourd’hui partie de la commune de Profondeville.

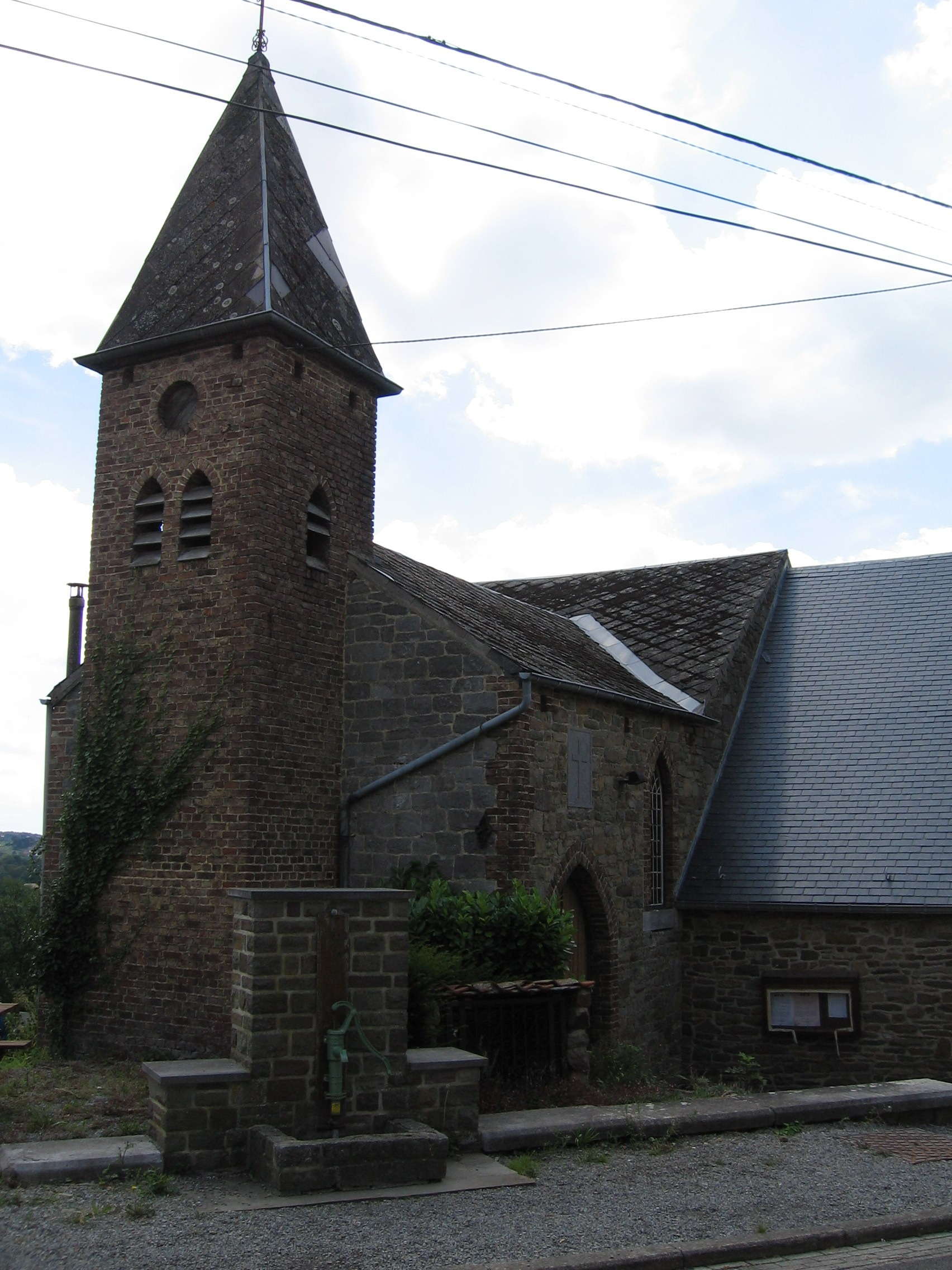
L’église Saint-François-Xavier